# Prisca Awiti
Prisca Guadalupe Awiti Alcaraz (ur. 20 lutego 1996 w Londynie) – brytyjska, a od 2017 roku meksykańska judoczka, medalistka olimpijska z Paryża (2024). Medalistka zawodów kontynentalnych.

## Życiorys
Jej ojciec jest Kenijczykiem, a matka Meksykanką. Awiti Alcaraz zaczęła trenować judo w wieku ośmiu lat. Studiowała w Univeristy of Bath.
Brała udział w Letnich Igrzyskach Olimpijskich w Tokio, gdzie w rywalizacji judoczek do 63 kg odpadła w pierwszej rundzie z Boldyn Ganchajcz. Piąta na mistrzostwach świata w 2023 roku.
W 2024 roku wzięła udział w barwach Meksyku w Letnich Igrzyskach Olimpijskich w Paryżu, gdzie w rywalizacji judoczek do 63 kg, po pokonaniu kolejno Nigary Shaheen, Angeliki Szymańskiej, Lubjany Piovesany i Katariny Krišto, doszła do finału, gdzie uległa Andreji Leški ze Słowenii. Jej medal był pierwszym medalem dla Meksyku w judo w historii.

## Kontrowersje
30 czerwca 2024 po jej wygranej walce na igrzyskach olimpijskich z Angeliką Szymańską, niektórzy polscy politycy prawicowi i internauci zarzucili Awiti Alcaraz, że w rzeczywistości jest mężczyzną, co zostało zdementowane przez organizacje fact-checkingowe takie jak Demagog i Fakenews.pl. 